# 摄政街

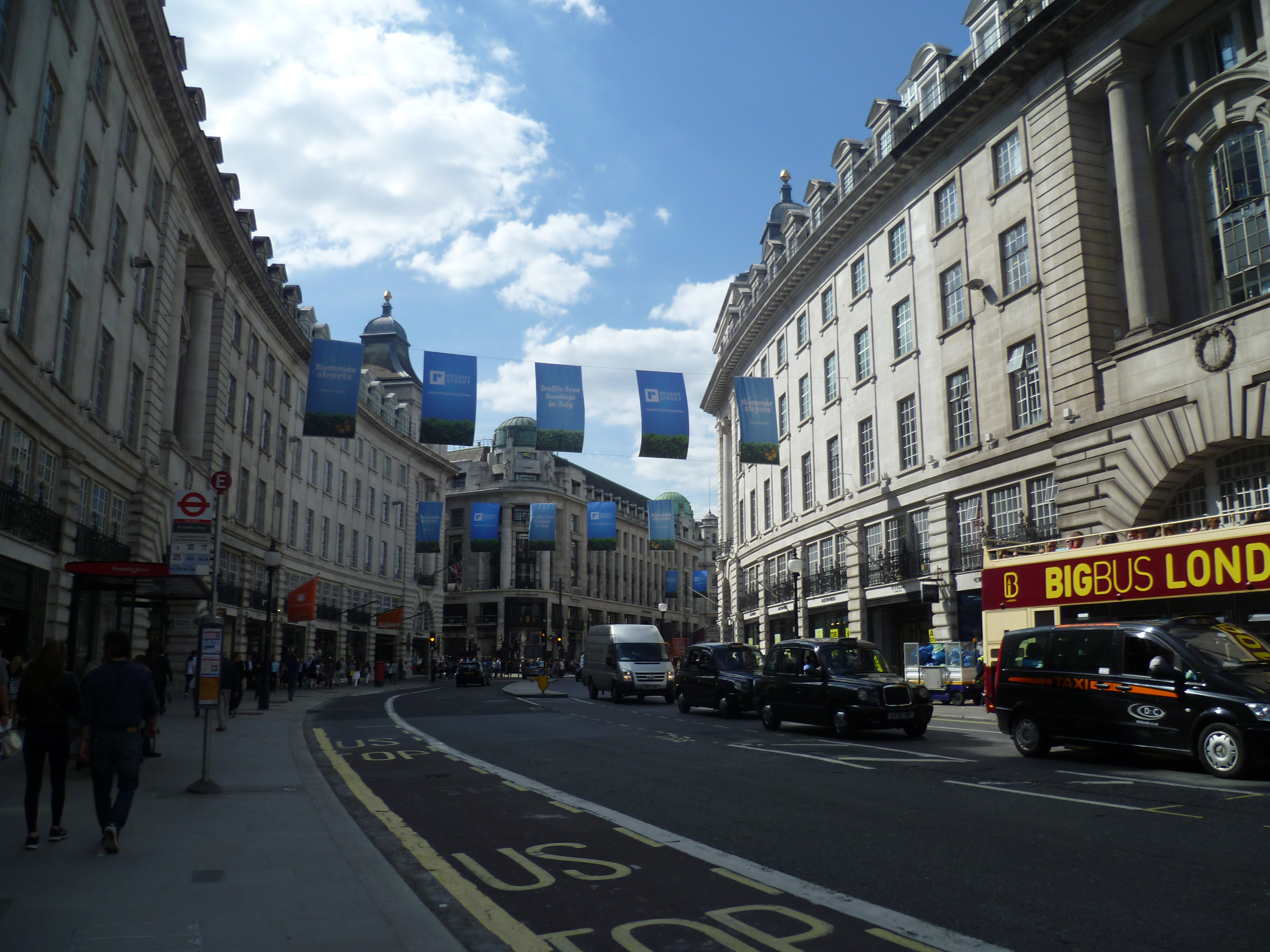
从牛津圆环看摄政街

摄政街，也称摄政大街（英語：Regent Street）是英國伦敦西区一条著名的购物街，以圣诞灯饰著称。它得名于摄政王（后来的乔治四世），通常与建筑师约翰·纳什相联系，不过他最初设计的建筑，除了朗豪坊诸靈堂以外，都已经被改建。
摄政街完成于1825年，是英格兰城市规划的早期实例，贯穿了17世纪和18世纪的道路网络。摄政街南起圣詹姆斯的摄政王住所卡尔顿府邸（Carlton House），经过皮卡迪利圆环和牛津圆环，向北到诸圣堂。从这里，朗豪坊（Langham Place）和波特兰广场（Portland Place）延续这条街，直到摄政公园。
摄政街的每一座建筑都被列为登录建筑加以保护，至少是二级登录建筑，它们共同组成摄政街保护区。

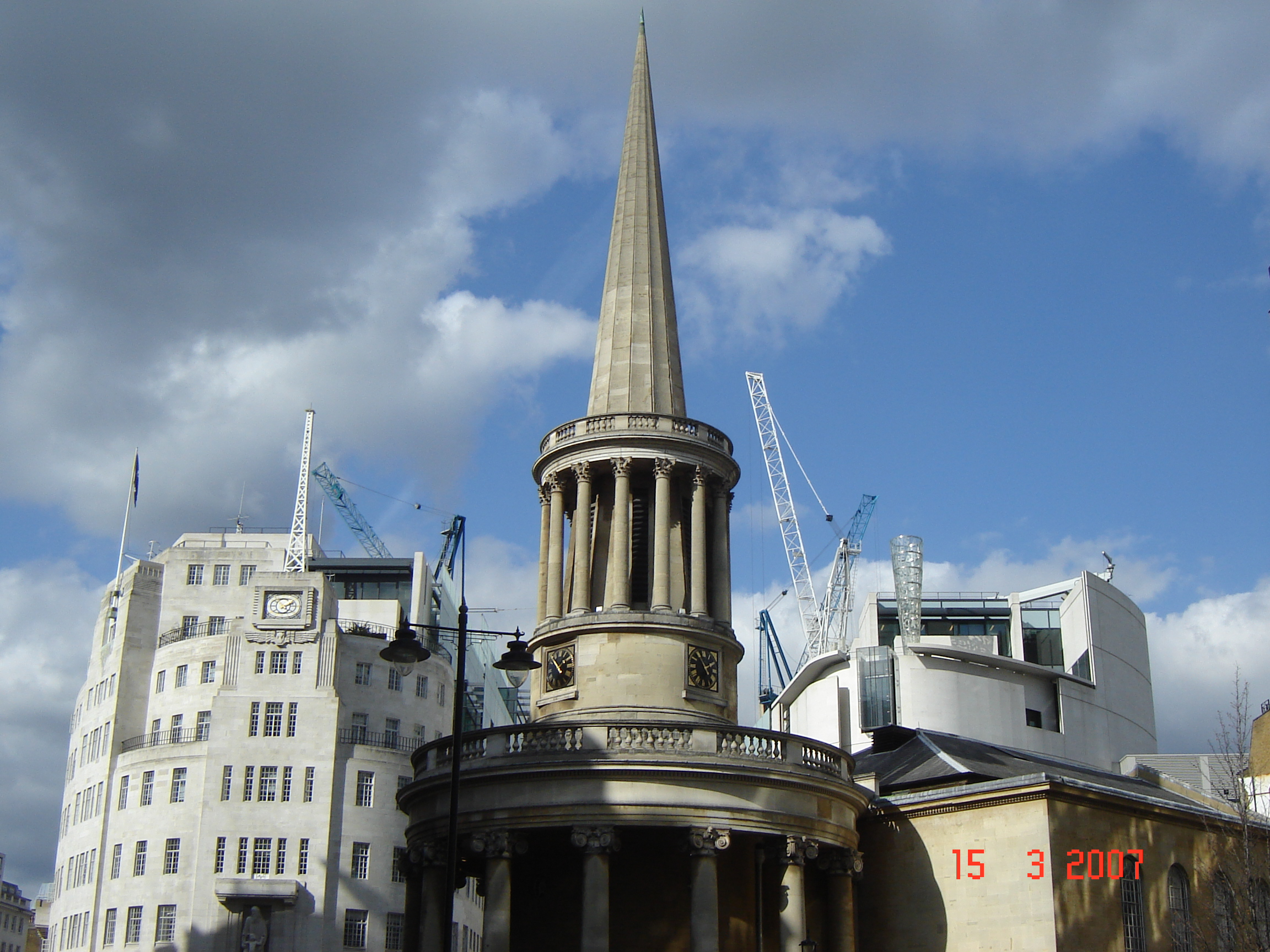
诸靈堂和BBC